# 楊平郡

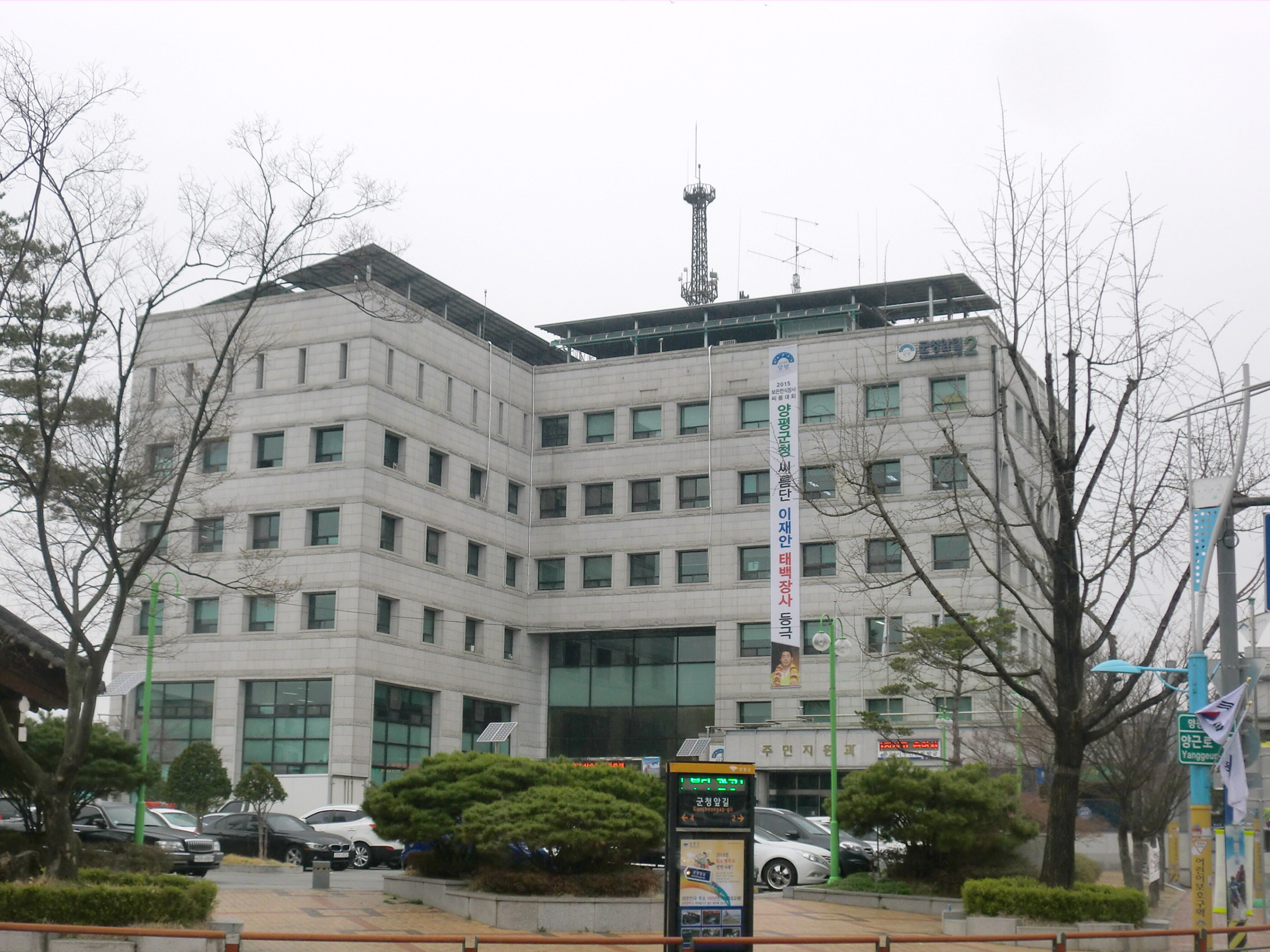
楊平郡庁

楊平郡（ヤンピョンぐん）は、大韓民国京畿道の東部にある郡である。

## 歴史
- 三国史記に楊根・砥平の記述あり。
- 1908年9月 - 楊根郡（邑内面・東終面・古邑面・西始面・西中面・西宗面・北上道面・北下道面・南始面・南中面・南終面の11面）と砥平郡（郡内面・南面・上西面・下西面・下北面・上北面・上東面・下東面の8面）が合併し、楊平郡が発足。
- 1914年
  - 2月18日 - 面の統合を実施。[2]（13面）
    - 邑内面と東終面が葛山面に統合。
    - 西始面と西中面が楊西面に統合。
    - 北上道面と北下道面が雪岳面に統合。
    - 郡内面・南面・下東面が砥堤面に統合。
    - 上西面・下西面および下北面下広里が龍門面に統合。
    - 上北面および下北面聖才里が青雲面に統合。
    - 下北面（ほかの面に編入した2里を除く）が丹月面に改称。
    - 上東面が楊東面に改称。
    - 南始面が江上面に改称。
    - 南中面が江下面に改称。

  - 4月1日 - 南終面が広州郡に編入。この時点で楊平郡に以下の面が成立。[3]（12面）
    - 古邑面・葛山面・楊西面・西宗面・雪岳面・江上面・江下面・砥堤面・龍門面・青雲面・丹月面・楊東面
- 1931年 - 古邑面が玉泉面に改称。（12面）
- 1935年5月1日 - 丹月面の一部が江原道洪川郡西面に編入。（12面）
- 1938年1月1日 - 葛山面が楊平面に改称。[4]（12面）
- 1942年10月1日 - 雪岳面を加平郡に移管。（11面）
- 1963年1月1日 - 介軍面を驪州郡から移管。[5]（12面）
- 1973年7月1日 - 西宗面三会里が加平郡外西面に、西宗面芦門里の一部が加平郡雪岳面にそれぞれ編入。[6]（12面）
- 1979年5月1日 - 楊平面が楊平邑に昇格。（1邑11面）
- 2006年12月1日 - 砥堤面が砥平面に改称。（1邑11面）

## 行政

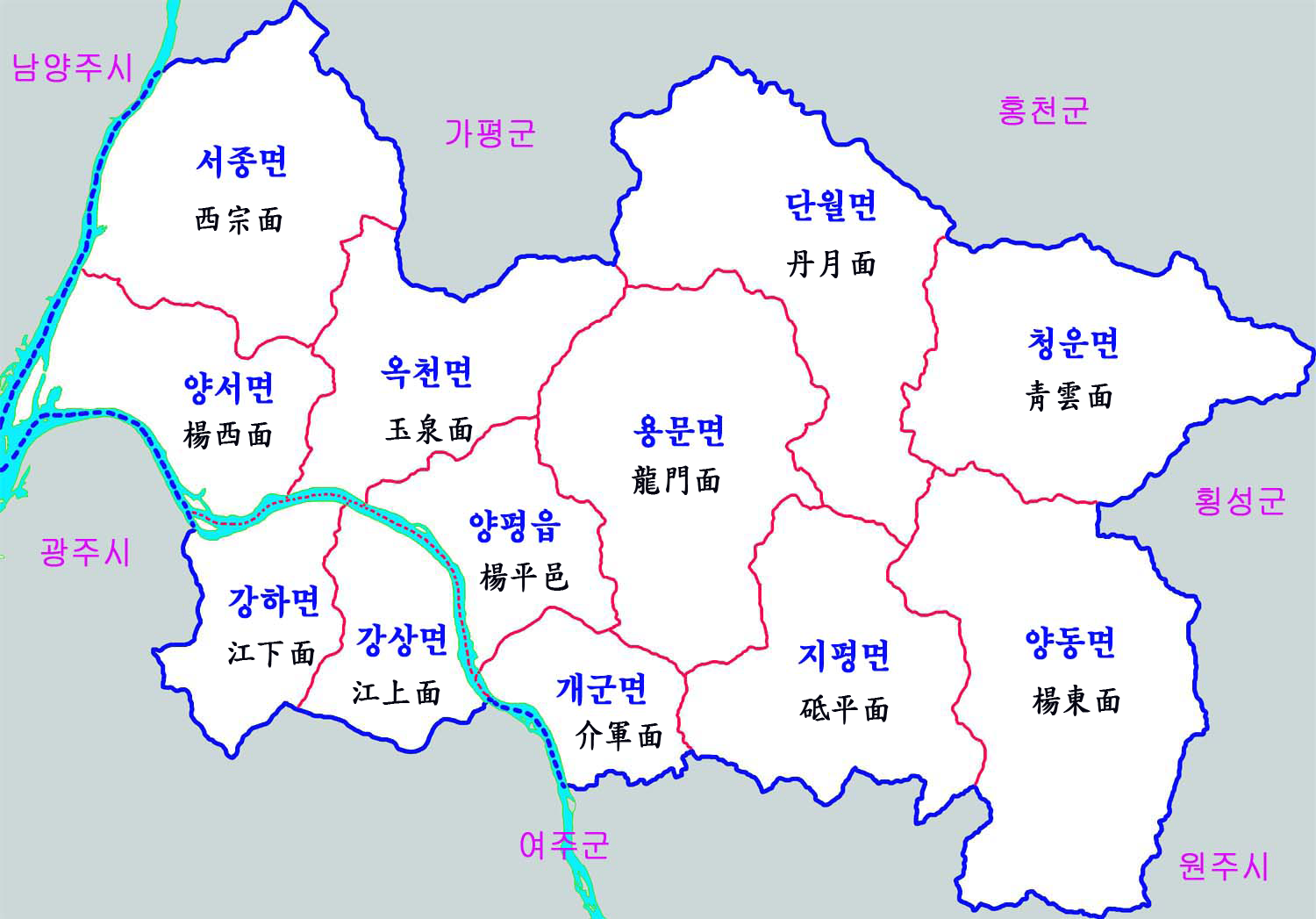
行政区域図

### 行政区域
| 邑・面 | 法定里                                                                                                 |
| ------ | --- |
| 楊平邑 | 楊根里、梧浜里、新愛里、徳坪里、公興里、白安里、道谷里、大興里、鳳城里、元徳里、会賢里、倉垈里         |
| 玉泉面 | 玉泉里、龍川里、新福里、我新里                                                                         |
| 楊西面 | 両水里、龍潭里、芙蓉里、木旺里、新院里、陶谷里、大心里、菊秀里、福浦里、清渓里、澄東里                 |
| 西宗面 | 汶湖里、道壮里、水陵里、西厚里、鼎排里、明達里、芦門里、水入里                                         |
| 江上面 | 屏山里、松鶴里、交坪里、新花里、花暘里、洗月里、大石里                                                 |
| 江下面 | 雲沁里、旺倉里、東梧里、恒金里、聖徳里、全寿里                                                         |
| 砥平面 | 砥平里、松峴里、月山里、望美里、茂王里、日新里、大坪里、曲水里、水谷里、玉峴里                         |
| 龍門面 | 馬龍里、花田里、三星里、多文里、延寿里、金谷里、広灘里、望陵里、中元里、曹峴里、徳村里、梧村里、新店里 |
| 青雲面 | 龍頭里、余勿里、飛龍里、加峴里、葛雲里、桃源里、新論里、三聖里、多大里                                 |
| 丹月面 | 宝龍里、三加里、鳳上里、杏蘇里、徳水里、富安里、明星里、石山里、山陰里                                 |
| 楊東面 | 双鶴里、石谷里、梅月里、高松里、金旺里、桂亭里、三山里、丹石里                                         |
| 介軍面 | 下紫浦里、九尾里、仰徳里、石墻里、貢税里、仏谷里、釜里、自煙里、内里、香里、注邑里、癸田里、上紫浦里   |

### 警察
- 楊平警察署

### 消防
- 楊平消防署

## 名所
- 龍門寺
- ソナギ村

## 交通

### 鉄道
- 首都圏電鉄京義・中央線
  - 両水駅 - 新院駅 - 菊秀駅 - 我新駅 - 梧浜駅 - 楊平駅 - 元徳駅 - 龍門駅 - 砥平駅
- 中央線
  - 楊平駅 - 元徳駅 - 龍門駅 - 砥平駅 - 石仏駅 - 日新駅 - 梅谷駅 - 楊東駅 - 三山駅

### 国道
- 国道6号線
- 国道37号線 (韓国)（朝鮮語版）
- 国道44号線 (韓国)（朝鮮語版）

## 気候
冬の寒さは厳しく、1981年1月5日には韓国国内の最低気温記録である－32.6度を記録している。一方、最高気温極値は2018年8月1日に観測された40.1℃である。
| 楊平郡の気候                                                | 楊平郡の気候  | 楊平郡の気候  | 楊平郡の気候 | 楊平郡の気候 | 楊平郡の気候 | 楊平郡の気候  | 楊平郡の気候   | 楊平郡の気候   | 楊平郡の気候  | 楊平郡の気候 | 楊平郡の気候 | 楊平郡の気候  | 楊平郡の気候     |
| 月                                                          | 1月           | 2月           | 3月          | 4月          | 5月          | 6月           | 7月            | 8月            | 9月           | 10月         | 11月         | 12月          | 年               |
| ----------------------------------------------------------- | ------------- | ------------- | ------------ | ------------ | ------------ | ------------- | -------------- | -------------- | ------------- | ------------ | ------------ | ------------- | ---------------- |
| 最高気温記録 °C （°F）                                      | 13.6 (56.5)   | 20.2 (68.4)   | 24.4 (75.9)  | 31.2 (88.2)  | 34.4 (93.9)  | 36.5 (97.7)   | 37.6 (99.7)    | 40.1 (104.2)   | 33.4 (92.1)   | 30.1 (86.2)  | 25.5 (77.9)  | 17.6 (63.7)   | 40.1 (104.2)     |
| 平均最高気温 °C （°F）                                      | 2.3 (36.1)    | 5.6 (42.1)    | 11.9 (53.4)  | 19.2 (66.6)  | 24.5 (76.1)  | 28.3 (82.9)   | 29.6 (85.3)    | 30.3 (86.5)    | 26.2 (79.2)   | 20.2 (68.4)  | 11.9 (53.4)  | 4.1 (39.4)    | 17.8 (64)        |
| 日平均気温 °C （°F）                                        | −3.4 (25.9)   | −0.5 (31.1)   | 5.4 (41.7)   | 12.0 (53.6)  | 17.6 (63.7)  | 22.2 (72)     | 24.9 (76.8)    | 25.2 (77.4)    | 20.0 (68)     | 13.0 (55.4)  | 5.7 (42.3)   | −1.3 (29.7)   | 11.7 (53.1)      |
| 平均最低気温 °C （°F）                                      | −8.6 (16.5)   | −6.1 (21)     | −0.7 (30.7)  | 5.1 (41.2)   | 11.2 (52.2)  | 16.9 (62.4)   | 21.2 (70.2)    | 21.3 (70.3)    | 15.4 (59.7)   | 7.6 (45.7)   | 0.6 (33.1)   | −6.0 (21.2)   | 6.5 (43.7)       |
| 最低気温記録 °C （°F）                                      | −32.6 (−26.7) | −23.5 (−10.3) | −14.0 (6.8)  | −7.2 (19)    | 0.0 (32)     | 4.9 (40.8)    | 12.0 (53.6)    | 9.7 (49.5)     | 0.8 (33.4)    | −5.8 (21.6)  | −15.4 (4.3)  | −24.8 (−12.6) | −32.6 (−26.7)    |
| 降水量 mm （inch）                                          | 17.2 (0.677)  | 28.0 (1.102)  | 38.0 (1.496) | 72.5 (2.854) | 94.4 (3.717) | 134.2 (5.283) | 409.0 (16.102) | 330.9 (13.028) | 144.5 (5.689) | 47.1 (1.854) | 46.4 (1.827) | 21.4 (0.843)  | 1,383.6 (54.472) |
| 平均降水日数 （≥0.1 mm）                                    | 5.7           | 5.3           | 6.8          | 7.9          | 8.4          | 9.1           | 15.3           | 14.6           | 8.2           | 6.0          | 7.8          | 6.9           | 102              |
| % 湿度                                                      | 66.9          | 63.1          | 59.8         | 58.0         | 64.4         | 69.4          | 79.3           | 79.3           | 77.3          | 75.4         | 71.5         | 69.3          | 69.5             |
| 平均月間日照時間                                            | 173.2         | 177.2         | 206.5        | 212.2        | 230.8        | 207.1         | 150.3          | 170.9          | 181.2         | 191.6        | 154.0        | 160.9         | 2,215.9          |
| 出典：韓国気象庁 (平均値：1991年-2020年、極値：1972年-現在) |               |               |              |              |              |               |                |                |               |              |              |               |                  |

## 外部サイト
- 楊平郡庁公式サイト（韓国語）
- 楊平郡庁公式サイト（日本語）